# Трясохвіст темночеревий
Трясохві́ст темночеревий (Cinclodes patagonicus) — вид горобцеподібних птахів родини горнерових (Furnariidae). Мешкає в Чилі і Аргентині.

## Опис

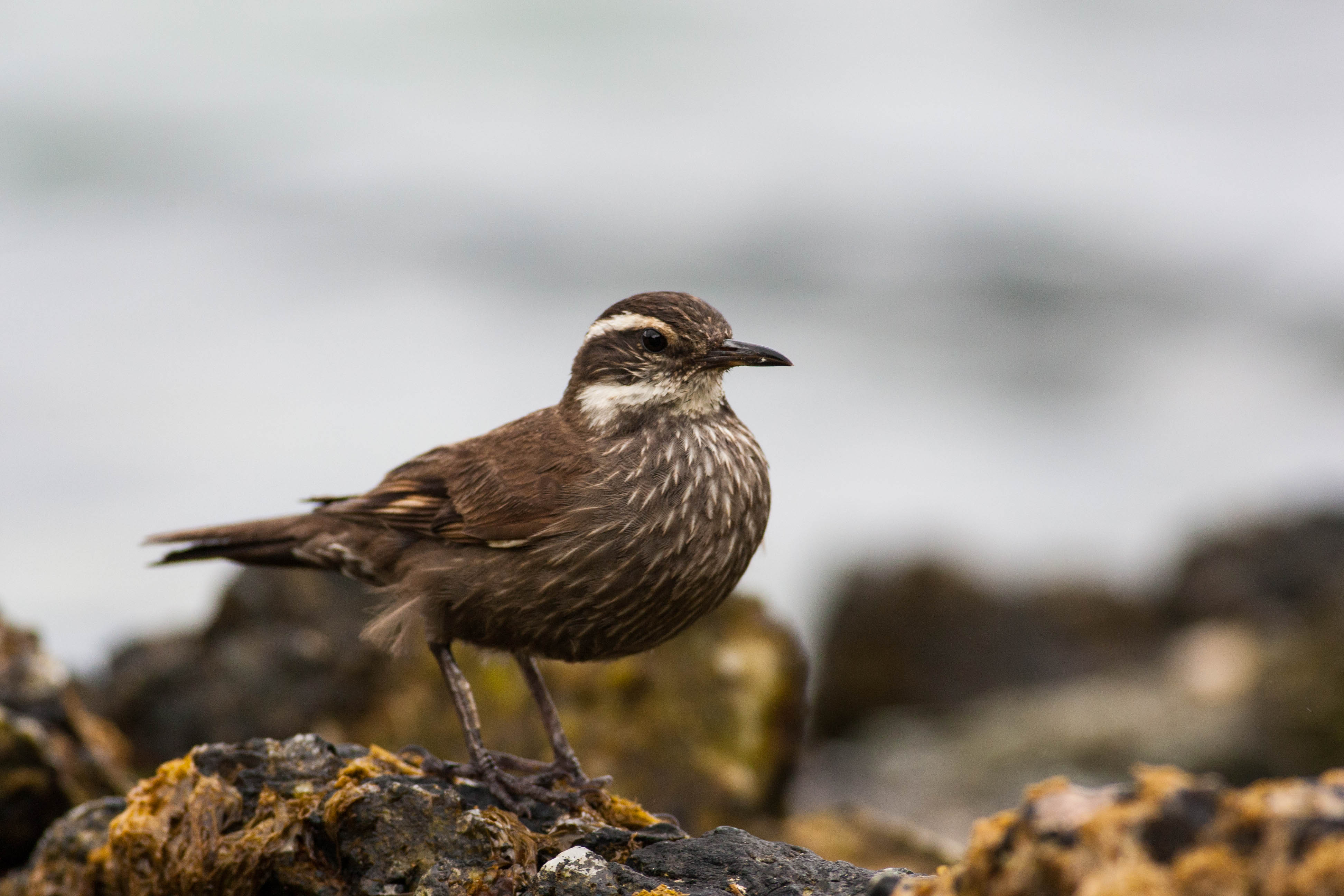
Темночеревий трясохвіст

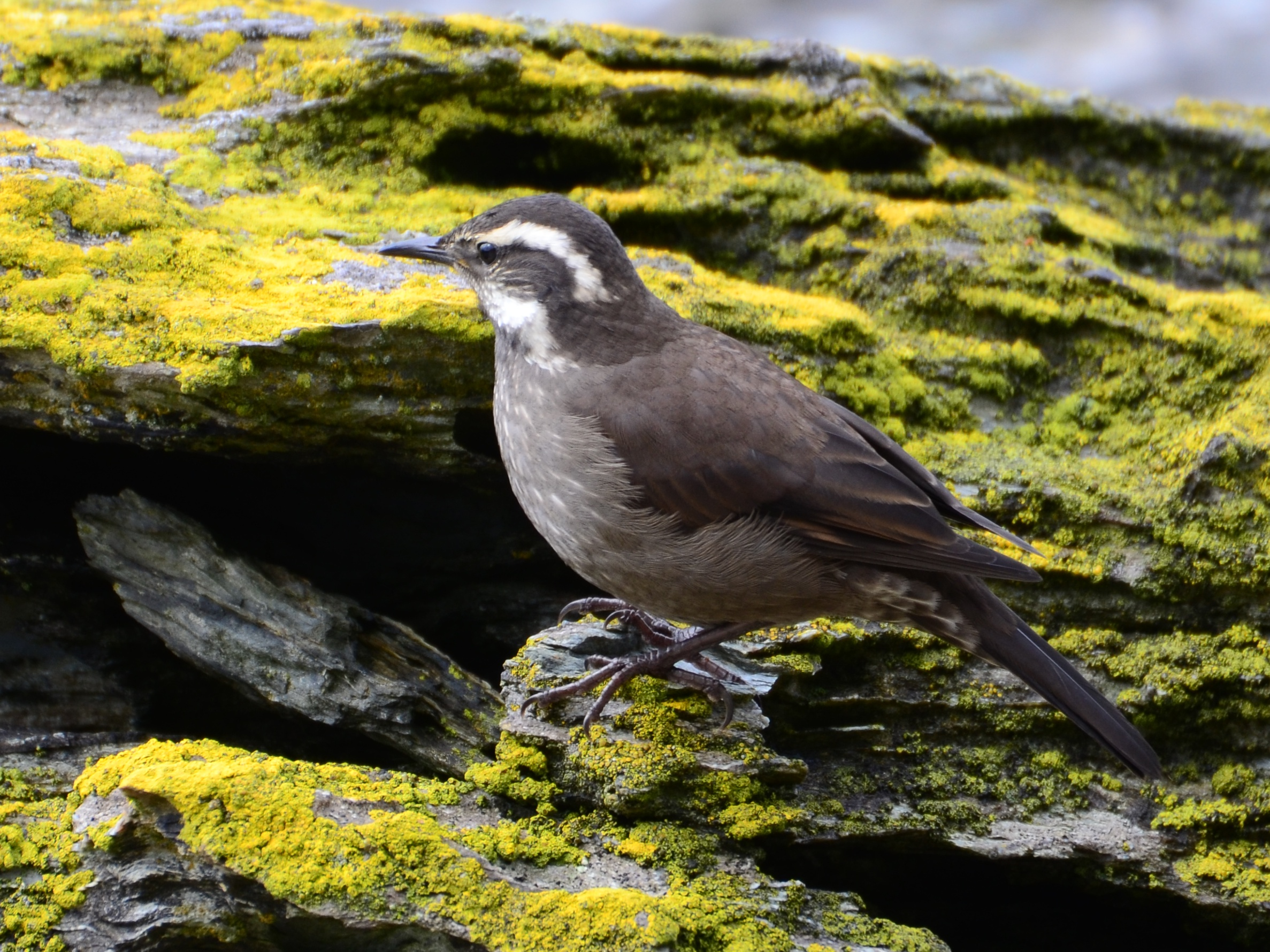
Темночеревий трясохвіст (Національний парк Вогняна Земля, Аргентина)

Довжина птаха становить 18—20,5 см, вага 37—54 г. Верхня частина тіла темно-коричнева, над очима білі «брови». Горло білувате, поцятковане темно-сірими плямками. Нижня частина тіла сірувато-коричнева, поцяткована білими смужками. Крила коричневі з охристими смугами, помітними в польоті. Дзьоб чорнувато-сірий, дещо вигнутий. Лапи темно-сірі.

## Підвиди
Виділяють два підвиди:
- C. p. chilensis (Lesson, R, 1828) — південь центрального Чилі (від Вальпараїсо на південь до північного Айсена і острова Чілое) і західна Аргентина (від Мендоси на південь до північного Санта-Крусу);
- C. p. patagonicus (Gmelin, JF, 1789) — південне Чилі і південна Аргентина, на південь до Вогняної Землі.

## Поширення і екологія
Темночереві трясохвости живуть на луках поблизу води та на узбережжях. Зустрічаються на висоті до 2500 м над рівнем моря. Живляться комахами, їхніми личинками, молюсками, червами, ракоподібними. Сезон розмноження триває з листопада по січень. Гніздо робиться з трави, розміщується серед каміння, в норах або дуплах. У кладці 2—4 білих яйця розміром 20×26 мм.